# 朱鹤新
朱鹤新（1968年3月—），男，汉族，江苏启东人。1991年8月参加工作，1999年9月加入中国共产党。上海财经大学信息系经济信息管理系统专业本科毕业，工学学士，高级经济师；中华人民共和国政治人物、金融人物，中共第二十届中央候补委员。现任中国人民银行党委委员、副行长；国家外汇管理局党委书记、局长。

## 生平

#### 早年经历
1987年9月，进入上海财经大学信息系经济信息管理系统专业学习。
1991年8月，大学毕业后，回到家乡，进入江苏省南通市第一印染厂工作。

#### 交行时期
1993年6月，加入刚成立不久的交通银行南通分行，成为会计科的一名会计，后晋升为会计科副科长、科长。1997年6月，任交通银行南通分行开发区支行副行长。1998年2月，任南通分行国际业务部副主任。
1999年2月，朱鹤新升任南通分行营业部主任兼国外部经理，用6年的时间，由一名普通的会计升为了中层干部；在此期间，朱鹤新加入了中国共产党。2000年2月，朱鹤新任南通分行市场营销部经理兼国外部经理。
2000年11月，升任交通银行南通分行副行长。2001年9月，参加南京大学商学院金融专业研究生课程进修班。
2001年11月，朱鹤新通过交行内部选拔考试，离开家乡南通，转任交通银行苏州分行副行长、党委副书记。2002年2月，升任苏州分行行长、党委书记。2006年11月，任交通银行南京分行行长、党委书记。2009年1月，任交通银行江苏省分行行长、党委书记，时年40岁的朱鹤新被明确为副厅级。
2010年2月，调任北京，任交通银行公司业务总监、公司机构业务部总经理、北京管理部常务副总裁。2010年9月，参加中央党校中青干部培训班。2011年10月，兼任交通银行北京市分行行长、党委书记。2011年12月，成为交通银行党委委员、北京管理部总裁，进入交通银行高级管理层。2013年1月，任交通银行副行长、党委委员兼北京管理部总裁、北京市分行行长、党委书记，时年44的朱鹤新被明确为正厅级。2013年5月，参加中央党校省部级干部进修班。2014年12月，不再担任交通银行北京市分行行长。

#### 中国银行
2015年3月，朱鹤新离开了工作22年的交通银行，任中国银行副行长、党委委员，分管财会、信息科技、支付清算、运营及中行子公司等业务。2015年7月，兼任中国银行执行董事。

#### 四川时期
2016年6月，在中国银行工作不到一年半，朱鹤新调任四川，离开金融系统，进入政府部门，任四川省人民政府副省长，48岁的朱鹤新成为副部级领导干部。此时的四川省省长，是后来任中共中央政治局委员、北京市委书记的尹力；朱鹤新在四川省人民政府副省长中排名第六，主要负责金融、商务、投资促进、外事侨台、工商行政管理、民营经济、服务业等工作，协助常务副省长分管发展改革（含粮食、能源）工作。2018年2月24日，在四川当选为第十三届全国人大代表。

#### 进入央行
2018年8月，在四川工作两年后，朱鹤新回到北京，重回金融系统，任中国人民银行副行长。

#### 中信集团
2020年3月，离开央行，接替在中信集团工作近10年的常振明，任中国中信集团有限公司党委书记、董事长，中国中信股份有限公司和中国中信有限公司董事长；这是朱鹤新参加工作近30年以来，第一次担任“一把手”。由于中信集团曾为“正部级央企”，外界此时对朱鹤新的级别并不明确。2021年6月，朱鹤新兼任中信集团下属的中信银行股份有限公司非执行董事、董事长。
2022年3月，中国华融原董事长赖小民被执行死刑后，中信集团兼并中国华融，朱鹤新强调要“深刻吸取赖小民案件的教训”。2022年10月，朱鹤新当选为中共第二十届中央候补委员。
2023年3月，全国“两会”召开前夕，朱鹤新被外媒普遍认为将接替易纲担任中国人民银行行长。2023年4月，朱鹤新辞去中信银行董事长职务，一度被认为是为接任央行行长做准备。2023年7月，潘功胜被任命为新的央行行长，朱鹤新未能如愿，继续留任中信集团担任董事长，并在接下来的两个月消失在公众视野中。2023年10月17日，朱鹤新在北京会见来华访问的哈萨克斯坦总统托卡耶夫，重回公众视野。

#### 重回央行
2023年11月24日，朱鹤新离开中信集团，时隔三年后重返央行，任中国人民银行党委委员、国家外汇管理局党组书记。2023年12月8日，任中国人民银行副行长（排名第一）、国家外汇管理局局长（级别仍为副部级）。